# Yasuko Sawaguchi
Yasuko Sawaguchi (沢口 靖子, Sawaguchi Yasuko), née à Sakai le 11 juin 1965, est une actrice japonaise.

## Biographie
Yasuko Sawaguchi est née d'une mère japonaise et d'un père britannique. 
En 1984, elle est choisie comme la première Tōhō Cinderella, la plus jolie fille du concours de beauté du même nom, devant 30 000 participantes. La même année, elle fait ses débuts au cinéma dans le film Keiji monogatari 3: Shiosai no uta, avant d'être l'héroïne Naoko Okumura du Retour de Godzilla. En 1987, elle interprète le rôle principal, Kaguya-hime dans La Princesse de la lune de Kon Ichikawa.
À la télévision, elle apparait dans de nombreux dramas, tels que Miotsukushi et Taiheiki. Elle est l'héroïne de la série télévisée au long cours Kasōken no onna. Commencée en 1999, la 20e saison est diffusée en 2020. La série est adaptée au cinéma pour la première fois en 2021.

## Filmographie partielle

### Au cinéma
- 1984 : Keiji monogatari 3: Shiosai no uta (刑事物語3 潮騒の詩?) de Rokurō Sugimura
- 1984 : Le Retour de Godzilla (ゴジラ, Gojira?) de Kōji Hashimoto : Naoko Okumura
- 1986 : Le Palais des fêtes (鹿鳴館, Rokumeikan?) de Kon Ichikawa
- 1987 : L'Actrice (映画女優, Eiga joyū?) de Kon Ichikawa : Seiko
- 1987 : La Princesse de la Lune (竹取物語, Taketori monogatari?) de Kon Ichikawa : Kaya
- 1989 : Godzilla vs Biollante (ゴジラvsビオランテ, Gojira tai Biorante?) de Kazuki Ōmori : Erika Shiragami
- 1995 : Himeyuri no tō (ひめゆりの塔?) de Seijirō Kōyama
- 2021 : Kasōken no onna: Gekijō ban (科捜研の女 劇場版?) de Ryōsuke Kanesaki (ja) : Mariko Sakaki

### À la télévision
- 1985 : Miotsukushi (澪つくし?)
- 1991 : Taiheiki (太平記?)
- 1999-2020 : Kasōken no onna (科捜研の女?) : Mariko Sakaki (série télévisée comportant 20 saisons)

### Doublage
- 2001 : Le Voyage de Chihiro (千と千尋の神隠し, Sen to Chihiro no kamikakushi?) de Hayao Miyazaki : Yūko Ogino (voix)

## Distinctions

### Récompense
- 1986 : révélation de l'année pour Le Retour de Godzilla lors des Japan Academy Prize[3]

### Nomination
- 1996 : prix de la meilleure actrice pour Himeyuri no tō lors des Japan Academy Prize[4]